# Kaj bi mi brez nas
Kaj bi mi brez nas je kompilacijski album mariborske novovalovske skupine Lačni Franz, izdan pri založbi Helidon leta 1989 v obliki CD-ja. Imenuje se po istoimenski pesmi z albuma Adijo pamet iz leta 1982.

## Seznam pesmi
| Št. | Naslov                                                         | Pisec                     | Izvirna izdaja                 | Dolžina |
| --- | -------------------------------------------------------------- | ------------------------- | ------------------------------ | ------- |
| 1.  | „Lačni Franz‟                                                  | Zoran Predin              | Ikebana (1981)                 | 3:34    |
| 2.  | „Praslovan‟                                                    | Predin                    | Ikebana (1981)                 | 3:53    |
| 3.  | „Včasih kak pajac kriči‟                                       | Predin, Zoran Stjepanovič | Adijo pamet (1982)             | 4:00    |
| 4.  | „Kaj bi mi brez nas‟                                           | Predin, Oto Rimele        | Adijo pamet (1982)             | 2:33    |
| 5.  | „Bela simfonija‟                                               | Predin, Rimele            | Ne mi dihat za ovratnik (1983) | 5:48    |
| 6.  | „Prosim, pazi, da mi ne pohodiš podočnjakov‟                   | Predin, Rimele            | Ne mi dihat za ovratnik (1983) | 5:56    |
| 7.  | „Jutri bom pujsa razbil‟                                       | Predin, Milan Prislan     | Slon med porcelanom (1984)     | 4:14    |
| 8.  | „Čustveno stanje mlade krave, druge največje slovenske živali‟ | Predin                    | Na svoji strani (1986)         | 3:45    |
| 9.  | „Ko si rdeče zvezde šivala‟                                    | Predin, Stjepanovič       | Na svoji strani (1986)         | 3:15    |
| 10. | „Sirene tulijo‟                                                | Predin, Prislan           | Sirene tulijo (1987)           | 4:36    |
| 11. | „Čakaj me‟                                                     | Predin                    | Sirene tulijo (1987)           | 5:06    |
| 12. | „Jaz bom do smrti živel‟                                       | Predin, Stjepanovič       | Sirene tulijo (1987)           | 4:17    |
| 13. | „Tiha voda‟                                                    | Predin, Prislan           | Tiha voda (1989)               | 6:05    |
| 14. | „Gremo v nebesa‟                                               | Predin, Stjepanovič       | Tiha voda (1989)               | 7:05    |

## Zasedba
| Lačni Franz - Zoran Predin — vokal - Mirko Kosi — klaviature - Oto Rimele — električna kitara (1–9) - Milan Prislan — električna kitara (10–14) - Damjan Likavec — bobni (1–4) - Andrej Pintarič — bobni (5–14) - Zoran Stjepanovič — bas kitara (1–4, 7–14) - Sašo Stojanovič — bas kitara (5, 6) - Nino Mureškič — kongi (10–14) | Ostali - Braco Doblekar — saksofon (4) - Milko Lazar — saksofon (9) - Vlado Kreslin — orglice (14) - Marko Derganc — radijski napovedovalec (5) - Boris Bele — produkcija (1–7) - Miran Podlesnik — fotografiranje - Vojko Pogačar — oblikovanje |